# Palpita bonjongalis
Palpita bonjongalis es una especie de polillas de la familia Crambidae.
Se encuentra en Camerún, la República del Congo, la República Democrática del Congo (Kasai Oriental, Bas Congo, Kinshasa, Kivu del Norte, Katanga, Orientale), Liberia  y Sudáfrica.